# Sabine Meck
Sabine Meck (* 30. November 1955 in Hattingen) ist eine deutsche Wissenschaftlerin, Publizistin und Therapeutin.

## Forschungstätigkeiten
Sabine Meck studierte Sozialwissenschaft, Psychologie, Sportwissenschaft und Slawistik und promovierte 1985 und 1999 zum Dr. rer. soc. bzw. Dr. phil. in Bochum und Kiel. Ihre Forschungs- und Lehraufträge führten sie an die Universitäten von Bochum, Gießen, Rotterdam, Kiel, Berlin und Mainz. Seit Januar 2008 führt sie an der Steinbeis-Hochschule Berlin das Steinbeis Transfer Institut für Persönlichkeitsforschung und Ethik.
Neben ihrer wissenschaftlichen Tätigkeit war Sabine Meck mehrere Jahre auch in leitenden Positionen im Bereich Investor und Public Relations tätig.  Zudem ist sie langjährige Aufsichtsrätin in verschiedenen börsennotierten Gesellschaften.
Zu ihren Arbeitsgebieten gehören u. a. die empirische Sozialforschung, die Persönlichkeits-, Werte- und Ethikforschung, ausgewählte finanzpsychologische Themen sowie ökonomische und psychologische Fragen zu Familienunternehmen. In der Lehre vertritt sie derzeit Themen zu Ethik (Medizinethik, Führungsethik) und moralischem Entscheiden.
Den besonderen Schwerpunkt aber bilden Forschungen und Veröffentlichungen zu Gelassenheit, Achtsamkeit und Glück. 
Sabine Meck arbeitet heute schwerpunktmäßig in einer eigenen Privatpraxis als Therapeutin, Beraterin und Coach. Sie ist Mitglied der Teresianischen Karmel-Gemeinschaft (TKG) und bietet Karmelitanische Exerzitien und Besinnungstage an.

## Veröffentlichungen
- 2012: zusammen mit Dieter Voigt: Über Glück und Gelassenheit. Wege zu einem erfüllten Leben, Kevelaer.
- 2012: Achtsamkeit und Gelassenheit als Wege zu einem gelungenen Leben und Sterben. In: Philosophicum Lech – Die Jagd nach dem Glück (hg. von Konrad Paul  Liessmann), Wien, S. 159–182.
- 2011: zusammen mit Frank Zschaler und Jens Kleine (Hg.): Ethik, Werthaltigkeit und Nachhaltigkeit im Finanzsystem. Jahrbuch zum ersten Finanzethik-Kongress 2010 in Berlin. Bd. 1 der Finethikon Jahrbücher für Finanz- und Organisationsethik, Stuttgart.
- 2010: Glück“ und „Wohlstand. Definitionen und Messmethoden. In: Borgwardt, Angela: Dimensionen von Glück. Über die gesellschaftlichen Voraussetzungen für ein erfülltes Leben, hg. von Franziska Richter – Friedrich-Ebert-Stiftung, Berlin, S. 20–69.
- 2010: Zusammen mit Dieter Voigt: Gelassenheit. Ein Streifzug durch die Philosophie, Stuttgart: auditorium maximum Hörbuchverlag der WBG 2010.
- 2009: zusammen mit Dieter Voigt: Wege zur Achtsamkeit. Kevelaer (Geschenkband).
- 2008: zusammen mit Dieter Voigt: Von der Gelassenheit. Lebensziel und Weg. Kevelaer.
- 2008: zusammen mit Dieter Voigt: Wege zur Gelassenheit. Kevelaer. (Geschenkband)
- 2008: Gelassenheit schenkt Lebensfreude. Kevelaer 2008 (Geschenkheft)
- 2008: Sabine Meck: Glück und Gelassenheit. Eine Einführung in die Geschichte und Bedeutung. In: Thomas Mohrs (Hg.): Zurück auf dem Marktplatz. Die Philosophie im Zentrum des Lebens. Universität Passau (Selbstverlag), Passau 2008.
- 2007: Sabine Meck zusammen mit Johann Landes: Glück und Glücklichsein – unter dem Blickwinkel der Wissenschaft. In: Gesellschaft und Sport als Feld wissenschaftlichen Handelns. Festschrift für Manfred Messing, Niedernhausen/Ts. 2007, S. 11–36.
- 2005: zusammen mit Dieter Voigt: Gelassenheit. Geschichte und Bedeutung. Darmstadt.
- 2005: zusammen mit Klaus Kocks: Empirische Sozialforschung: Nicht beweisen, entdecken! Milieus, Motive, Methoden der Marie Jahoda, Bristol.
- 2004:zusammen mit Johann Landes: Das Rätsel Erfolg. Auf den Spuren eines Phänomens, Darmstadt.
- 2003: Das gute Leben. Eine Geschichte des Glücks, Darmstadt.
- 2001: zusammen mit Paul Gerhard Klussmann (Hg.): Festschrift für Dieter Voigt, Münster.
- 2000: Arbeit ist das halbe Leben: Arbeitseinstellungen von angestellten Arbeitnehmern und Arbeitnehmerinnen in bundesdeutschen Großunternehmen. Eine empirische Studie(Dissertation an der Christian-Albrechts-Universität zu Kiel), Münster.
- 1987: zusammen mit Dieter Voigt/Werner Voß: Sozialstruktur der DDR. Eine Einführung, Darmstadt.
- 1986: Das Verhältnis von Arbeit und Körperkultur in der Sowjetunion. Versuch einer theoretischen Standortbestimmung, Frankfurt a. M./ Bern/New York.